# Uni Air
Uni Air (chiń. 立榮航空; pinyin Lìróng Hángkōng) – tajwańska linia lotnicza z siedzibą w Zhongshan. Obsługuje połączenia krajowe oraz do krajów regionu Azji Wschodniej. Głównym hubem jest port lotniczy Tajpej-Songshan.

## Flota
Według stanu na lipiec 2025 flota Uni Air składała się z 14 samolotów o średnim wieku 11,2 lat:
| Samolot    | Samolot | Samolot   | Liczba miejsc | Liczba miejsc | Uwagi |
| Model      | Aktywne | Zamówione | E             | Łącznie       | Uwagi |
| ---------- | ------- | --------- | ------------- | ------------- | ----- |
| ATR 72-600 | 14      | –         | 70            | 70            |       |
| Łącznie    | 14      | 0         |               |               |       |